# Peter Mauley, 3. Baron Mauley

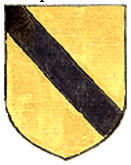
Wappen der Familie Mauley von Mulgrave

Peter Mauley, 3. Baron Mauley (auch Peter V Mauley) († 1355) war ein englischer Adliger. Er war ein Sohn von Peter Mauley, 2. Baron Mauley und von dessen Frau Eleanor, einer Tochter von Lord Thomas Furnival. 
Noch zu Lebzeiten seines Vaters erhielt Mauley 1332 einen Teil der Familienbesitzungen, die insgesamt 60 Knight’s fee in Yorkshire umfassten. Nach dem Tod seines Vaters wurde er als Baron Mauley Mitglied des Parlaments. Wie sein Vater war auch er in den Krieg gegen Schottland involviert und kämpfte 1346 in der siegreichen Schlacht von Neville’s Cross. Möglicherweise nahm er im selben Jahr auch am Feldzug von König Eduard III. nach Frankreich teil.
Sein Vater hatte Mauley um 1321 auf Druck des mächtigen Bartholomew de Badlesmere mit Badlesmeres Mündel Margaret († 1382) verheiratet, einer Tochter des 1314 in der Schlacht von Bannockburn gefallenen Robert de Clifford, 1. Baron de Clifford und von dessen Frau Maud de Clare. Sein Erbe wurde sein Sohn Peter Mauley, 4. Baron Mauley, der jedoch seiner Mutter ein umfangreiches Wittum überlassen musste.